# 15262 Abderhalden
15262 Abderhalden eller 1990 TG4 är en asteroid i huvudbältet som upptäcktes den 12 oktober 1990 av de båda tyska astronomen Freimut Börngen och Lutz D. Schmadel vid Tautenburg-observatoriet. Den är uppkallad efter biokemisten Emil Abderhalden.
Asteroiden har en diameter på ungefär 12 kilometer och den tillhör asteroidgruppen Themis.